# Mads Korneliussen
Mads Klit Korneliussen (ur. 15 czerwca 1983 w Aalborgu) – duński żużlowiec.

## Życiorys
Dwukrotny medalista młodzieżowych indywidualnych mistrzostw Danii: złoty (1999) oraz srebrny (2004). Dwukrotny finalista indywidualnych mistrzostw świata juniorów (Gorzów Wielkopolski 2000 – XI miejsce, Wrocław 2004 – XI miejsce). Uczestnik turnieju o Grand Prix Danii (Kopenhaga 2005 – jako rezerwowy). Brązowy medalista indywidualnych mistrzostw Europy (Lendava 2008). Złoty medalista drużynowego Pucharu Świata (Bydgoszcz 2014). 
Wielokrotny finalista indywidualnych mistrzostw Danii (najlepszy wynik: 2008 – V miejsce). Srebrny medalista drużynowych mistrzostw Wielkiej Brytanii (2007).
Startował w ligach duńskiej, niemieckiej, włoskiej, brytyjskiej – w barwach klubów z Newport (2003–2005), Eastbourne (2004), Swindon (2005–2008, 2010), Peterborough (2009) i King’s Lynn (2011-2013), jak również polskiej – w barwach klubów PSŻ Poznań (2006–2007), KM Ostrów Wielkopolski (2008–2009), KSM Krosno (2010), KKŻ Kraków (2011, 2013 – wypożyczenie), KMŻ Lublin (2012), Ostrovia Ostrów Wielkopolski (2013) i Orzeł Łódź (2014).